# Jaume Bartumeu
Jaume Bartumeu Cassany(Andorra-a-Velha, 10 de novembro de 1954), é um político andorrano, sendo o chefe de governo (Cap de Govern) do principado de Andorra entre os anos de 2009 e 2011.
A 6 de Março de 2010, foi agraciado com a Grã-Cruz da Ordem do Infante D. Henrique, de Portugal.